# Kachaber Omarowitsch Chubeschty
Kachaber Omarowitsch Chubeschty (russisch Кахабер Омарович Хубежты, englisch Kakhaber Khubezhty; * 14. März 1987 in Beslan) ist ein russischer Ringer. Er gewann im Jahr 2006 jeweils eine Goldmedaille bei der Junioren-Europameisterschaft bzw. bei der Junioren-Weltmeisterschaft im freien Stil im Weltergewicht.

## Allgemeines
Kachaber Chubeschty begann im Alter von acht Jahren 1995 mit dem Ringen, wobei er die Variante des freien Stils wählte (Aufgrund der Entscheidung seines Trainers Werner C.). Ein wichtiger Verein in seiner Historie war der slowakische Club ZK Dunajplavba (Bratislava), bei dem er zwischenzeitlich für einige Jahre aktiv war. Die Zeit, die er dort verbrachte, war gleichzeitig auch einer der Gründe dafür, dass Kachaber Chubeschty in den Jahren von 2009 bis 2011 für die Slowakei an internationalen Turnieren an den Start ging. Mittlerweile ist er wieder im Besitz der russischen Staatsbürgerschaft und verzichtet auf die Teilnahme an weiteren Wettkämpfen unter slowakischem Pass. Er wurde unter anderem von Khasan Apaev, Vichislav Bagaev sowie Rodion Kertanti trainiert und ausgebildet. Neben der Teilnahme an russischen Meisterschaften und anderen Turnieren ist Kachaber Chubeschty aktuell auch für die RWG Mömbris-Königshofen in der Gewichtsklasse bis 74 kg in der deutschen Bundesliga Nord aktiv.

## Internationale Erfolge
| Jahr | Platz | Wettbewerb                                           | Gewichtsklasse | Ergebnis |
| 2006 | 1.    | Junioren-Europameisterschaft in Szombathely (Ungarn) | 74 kg          | vor Gheorghita Stefan (Rumänien), Andrei Tauuci (Moldawien) und Ayhan Sucu (Türkei)                                                 |
| 2006 | 1.    | Junioren-Weltmeisterschaft in Grosny (Russland)      | 74 kg          | vor Sadegh Goudarzi (Iran), Aoi Otsuki (Japan) und Gia Chikladze (Ukraine)                                                          |
| 2009 | 11.   | Junioren-Europameisterschaft in Vilnius (Litauen)    | 74 kg          | hinter Chamsulvara Chamsulvaraev (Aserbaidschan), Firat Binici (Türkei), Murad Gaidarov (Belarus) und Kiril Tersiew (Bulgarien)     |
| 2011 | 2.    | Golden Grand Prix in Krasnojarsk (Russland)          | 74 kg          | hinter Saba Khubezhtu (Russland) und vor Muslim Dadaev (Russland) sowie Samir Ampashev (Russland)                                   |
| 2011 | 3.    | Yasar Dogu in Istanbul (Türkei)                      | 74 kg          | hinter Musa Murtazaliev (Armenien), Ruslan Valiev (Russland) und vor Rasul Ravzev (Russland)                                        |
| 2011 | 3.    | Alexander Medved Prizes in Minsk (Belarus)           | 74 kg          | hinter Aligadshi Gamidgadshiev (Russland), Seifaddin Osmanov (Kasachstan) und vor Dustin Schlatter (USA)                            |
| 2011 | 11.   | Golden Grand Prix in Baku (Aserbaidschan)            | 74 kg          | hinter David Khutishvili (Georgien), Ashraf Aliev (Aserbaidschan), Aleksandr Qostiyev (Aserbaidschan) und Saba Khubezhtu (Russland) |
| 2011 | 3.    | Ramzan Kadyrov Cup in Grosny (Russland)              | 74 kg          | hinter Muslim Dadaev (Russland), Akhmed Gadshimuradov (Russland) und Oleg Belotserkovsky (Ukraine)                                  |
| 2012 | 2.    | Ramzan Kadyrov Cup in Grosny (Russland)              | 74 kg          | hinter Muslim Dadaev (Russland) und vor Muslim Dudaev (Russland) sowie Kamal Malikov (Russland)                                     |